# Les Nouvelles Aventures de Davy Crockett
Pour les articles homonymes, voir Davy Crockett (homonymie).
Les Nouvelles Aventures de Davy Crockett est une série télévisée américaine en un pilote de 90 minutes et 4 épisodes de 45 minutes, produite par Walt Disney Pictures et diffusée du 20 novembre 1988 au 18 juin 1989 sur le réseau NBC.
En France, elle a été diffusée dans Disney Parade  à partir du 12 mars 1989 sur TF1.
À la suite du succès d'une première série produite en 1954-1955 et diffusée sur ABC, Davy Crockett ainsi que deux films, la société Disney a décidé de produire une seconde série à la fin des années 1980. Avec Tim Dunigan (Davy Crockett) et Gary Grubbs (George Russel) avec l'espoir de relancer la popularité du héros mais sans succès.

## Fiche technique
- Réalisateur : Norman Foster
- Scénaristes : Tom Blackburn, Norman Foster
- Production : Walt Disney Pictures

## Distribution
- Tim Dunigan : Davy Crockett
- Gary Grubbs : George Russel
- Samantha Eggar : Ory Palmer
- David Hemmings : Président Andrew Jackson
- Rodger Gibson : Eyes Like Sky
- Garry Chalk : Major Benteen
- Aeryk Egan : Aaron

## Liste des épisodes

### Épisode 1Un arc-en-ciel après l'orage[1],[3]
- États-Unis : 20 novembre 1988, (pilote de 90 minutes)
- France : les 12 mars 1989[1] et 19 mars 1989 sur TF1

### Épisode 2L'homme de la forêt[5]
- États-Unis : 18 décembre 1988
- France : 23 avril 1989 sur TF1

### Épisode 3 L'ange gardien[7]
- États-Unis : 13 janvier 1989
- France : 21 mai 1989 sur TF1

### Épisode 4La terre à Polly[8]
- États-Unis : 11 juin 1989
- France : 4 juin 1989 sur TF1

### Épisode 5Davy Crockett au Fort Alamo[9]
- États-Unis : 18 juin 1989[4]
- France : 27 août 1989 sur TF1